# Johann Leonhard Dober

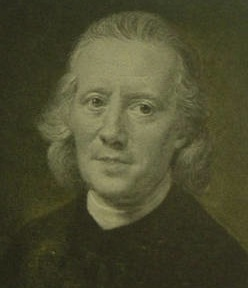
Johann Leonhard Dober

Johann Leonhard Dober (* 7. März 1706 in Mönchsroth, Mittelfranken, Bayern; † 1. April 1766 in Herrnhut, Oberlausitz, Sachsen) war ein deutscher evangelischer Missionar, Bischof und Kirchenlieddichter der Herrnhuter Brüdergemeine.

## Leben und Wirken
Johann Leonhard Dober erlernte das väterliche Töpferhandwerk. Die Familie Dober war den Herrnhutern verbunden, kennengelernt hatte sie die freikirchliche Glaubensgemeinschaft durch Pfarrer Deublin aus Greiselbach.
Nach seiner Lehrzeit ging Dober 1725 die knapp 500 Kilometer zu Fuß nach Herrnhut, um die dortige Brüdergemeine Zinzendorfs persönlich kennenzulernen. Sein Bruder Martin (1703–1748) war wahrscheinlich bereits dort, 1730 kamen seine Eltern Johann und Anna Barbara, geborene Link, und 1733 sein jüngerer Bruder Andreas nach.
1730, mit 24 Jahren, trat er endgültig in den Dienst der Herrnhuter Brüdergemeine. Am 29. Juli 1731 lernte er Anton Ulrich, einen ehemaligen schwarzen Sklaven, der aus der dänischen Kolonie Saint Thomas in Westindien stammte, und dessen Geschichte kennen. Zinzendorf brachte den getauften Diener von Kopenhagen nach Herrnhut, und dieser erzählte vom Wunsch, das Wort Gottes zu verkündigen unter den afrikanischen Sklaven auf den dänischen Zuckerrohrplantagen, die unter unmenschlichen Lebensbedingungen arbeiten mussten. Zuerst wollte sein Freund Tobias Leupold mitkommen, aber am 21. August 1732 wurden er und David Nitschmann gemeinsam als erste Missionare der Herrnhuter Brüdergemeine zur Verkündigung des Evangeliums und zum Aufbau einer Missionsstation auf die St. Thomas-Inseln in Westindien ausgesandt. Zinzendorf begleitete sie bis Bautzen, mit seinem Segen zogen sie nach Wernigerode, Braunschweig und Hamburg. Am 15. September kamen sie in Kopenhagen an und erhielten Unterstützung von Gleichgesinnten wie den Hofpredigern Blum, Reuss, Prinzessin Charlotte Amalie von Dänemark und Conrad Friedrich Martine von der dänischen Westindien Company. Auf einem niederländischen Schiff verließen sie schließlich den Hafen am 8. Oktober und kamen am 13. Dezember 1732 auf Saint Thomas an. Wenige Tage später fanden sie Anna und Abraham, eine Schwester und einen Bruder von Anton Ulrich, und konnten ihnen seinen Brief aushändigen. Die beiden wurden ihre ersten Zuhörer und nahmen den christlichen Glauben an. Während Nitschmann wie geplant bereits nach vier Monaten zurückkehrte, blieb Dober bis 1734. Zuerst versuchte er sein Auskommen als Töpfer, dann als Haushofmeister Gardelins, des Gouverneurs der Insel, und schließlich als Aufseher von 18 schwarzen Sklaven in einer Baumwollplantage. Am 11. Juni 1734 kamen mit dem Schiff sein Freund Tobias Leupold, 13 Brüder und vier Schwestern an, die sein Werk fortzuführen sollten, während er als gewählter Generalältester zurückkehren musste.
Am 12. August 1734 bestieg er mit dem schwarzen Knaben Oly das Schiff und kam am 5. Februar 1735 in Herrnhut an.
Später kamen weitere Missionare an und führten das angefangene Missionswerk weiter, sie evangelisierten und gründeten Kirchgemeinden auf Saint Thomas, Saint Croix, Saint John, Jamaika, Antigua, Barbados und Saint Kitts. Einer seiner Nachfolger, Friedrich Martin (1704–1750), taufte bis zu seinem Tod 1600 gläubig gewordene Personen, die Missionare der Brüdergemeine tauften insgesamt 13000 Personen, die das Evangelium angenommen hatten.
1735 war Dober nach Herrnhut zurückgekehrt, und er wurde als Generalältester und somit als Mitglied verschiedener kirchlicher Leitungsgremien der Brüdergemeine eingesetzt. Als Generalältester trat er an der Synode 1741 zurück, weil er mit diesem verantwortungsvollen Amt überlastet und überfordert war. Danach wurde formell Jesus Christus als Generalältester eingesetzt, und die Generalsynode wirkte nun als Dreiergremium weiter. Nach dem Tod seiner Frau 1739 wurde ihm vorgeschlagen, Anna Nitschmann zu heiraten, aber beide verständigten sich, zum besseren Dienst für Gott und die Gemeinde unverheiratet zu bleiben. Er unternahm zahlreiche Missions- und Visitationsreisen. In Amsterdam versuchte er 1738 bis 1739 jüdische Einwohner zu evangelisieren, er war Verantwortlicher der Brüdergemeine in den Niederlanden 1741 bis 1745, und in England weilte er von 1745 bis 1746.
1747 wurde er zum Bischof geweiht, es war in einer Zeit, in der geistliche Übertreibungen in der Brüdergemeine korrigiert werden mussten. 1751 bis 1758 hielt er sich in Schlesien auf. Nach dem Tod Zinzendorfs 1760 wurde er ins Direktorium der Herrnhuter Brüdergemeine berufen. Zuletzt war als leitender Pädagoge in der Erziehungsanstalt Kloster Marienborn in Büdingen tätig.
Dober starb am 1. April 1766 in Herrnhut.

## Familie
Er heiratete am 13. Juli 1737 die aus Mähren gekommene Anna Schindler (1713–1739), die am 12. Dezember 1739 in Marienborn, Sachsen, starb.

## Kirchenlieder
Dober dichtete 12 Kirchenlieder in deutscher Sprache, mindestens eines davon wurde ins Englische übersetzt.
- Christ's love invites us To flee to Him for rest.
- Das heißt seine Probe machen.
- Du unser König, unser weiser Führer.
- Du unser Leben! du unsre ein'ge Kraft.
- Lass du mich bei der Sünderschaft.
- Wohl dem, der in Jesu Armen.
- Wundergott, verwund'te Liebe.

## Film
- Biographische Verfilmung zum 250. Jubiläum: First Fruits - Zinzendorf and the Moravians (DVD 70 Min. Gateway Films 1982).